# Саймон, Джон, 1-й виконт Саймон
Джон Олсбрук Саймон, 1-й виконт Саймон Стекпол-Элидорский (с 1940; 28 февраля 1873[…], Манчестер, Ланкашир — 11 января 1954[…], Лондон) — английский государственный деятель. Один из трёх политиков в британской истории, которые за свою карьеру были и министрами внутренних дел и министрами иностранных дел и канцлерами казначейства (двое других — Р. А. Батлер и Джеймс Каллаган). Саймон также занимал должность лорда-канцлера. Начав свою карьеру как либерал, в 1931 году он вошёл в национальное правительство, создав либерально-национальную партию. На финальном этапе политической карьеры Саймон был скорее консерватором.

## Биография
Саймон был сыном Эдвина Саймона (1843—1920), священника Конгрегациональной церкви в Манчестере, и Фанни Аллсебрук (Allsebrook, 1846—1936). В 1899 окончил Уэдхэм (Wadham) колледж в Оксфорде и получил степень бакалавра. Успешно занимался юридической практикой, затем вступил в Либеральную партию и в 1906 был избран по её списку членом палаты общин.
- В 1910 вошел в состав правительства в качестве генерал-солистера (заместитель министра юстиции, защищающий интересы государства в судебных процессах).
- С 1913 атторней-генерал (главный юрисконсульт кабинета министров и его член).
- В 1915—1916 годах министр внутренних дел в либеральном кабинете Г. Асквита, но затем был вынужден уйти из-за несогласия с кабинетом по вопросу введения воинской повинности.

После Первой мировой войны был одним из лидеров либералов, а затем возглавил национал-либералов и вошел в кабинет Р. Макдональда в качестве государственного секретаря по иностранным делам.
- В 1927—1930 председатель конституционной комиссии, созданной для изучения положения в Индии; Разработал предложения, предусматривавшие некоторые уступки верхушке индийской знати.
- В 1931 возглавил близкую к консерваторам Национал-либеральную партию.
- В 1931—1935 министр иностранных дел в правительстве Макдональда. Основные события во время его пребывания в должности — это отказ от Германии (по руководством нового канцлера Адольфа Гитлера) соответствовать требованиям Лиги Наций в области разоружения и японская оккупации Маньчжурии. Особую ярость современников вызывает речь Саймона в Женеве в декабре 1932 года, в которой он не осудил открыто японские действия в Китае. В 1934 году Великобритания торпедировала заключение Восточного пакта, инициированного Францией и СССР для создания системы коллективной безопасности в Европе, поддержав требование Германии разрешить ей вооружаться и возобновление «переговоров о заключении конвенции, разрешающей в области вооружений разумное применение в отношении Германии принципа равноправия в условиях безопасности всех наций»[5].
- В 1935—1937 министр внутренних дел.
- В 1937 назначен канцлером казначейства в кабинете Н. Чемберлена.
- В мае 1940 с приходом на пост премьер-министра Уинстона Черчилля занял в его правительстве пост лорда-канцлера.

В 1945 вышел в отставку и оставил политику.
Хотя юридические знания и навыки Саймона получили признание за время его пребывания на посту лорда-канцлера, Эттли отказался включить его в состав британской делегации на Нюрнбергском процессе, написав ему в письме, что его роль в довоенных правительствах делает такое решение неразумным. В 1951 году Черчилль не предложил ему вернуться на место спикера палаты лордов.
В 1952 году Саймон опубликовал мемуары под заглавием «Retrospect». В рецензии на них Гарольд Никольсон сказал, что Саймон так описывает «нектарины и персики из высших сфер дипломатии», как если бы они были «мешком с сухофруктами».

## Личная жизнь
Лорд Саймон женился на Этель Винаблс (Venables) в июне 1899 года в Хеадингтоне (Headington), графство Оксфордшир, ставшей позднее заместителем директора зала Санкт-Хью. У них было трое детей — Маргарет (миссис Джеффри Эдвардс), Джоан (миссис Джон Бикфорд-Смит) и Джон Гилберт, 2-й виконт Саймон (1902—1993). Этель умерла вскоре после рождения сына в сентябре 1902 года. 
Саймон женился в 1917 году на Кэтлин Рочард Мэннинг (1863/64—1955) вдове с одним сыном, которая была одно время гувернанткой у детей Саймона. Кетлин была дочерью Фрэнсиса Харвей (Harvey), родом из Ирландии. Её первым мужем был доктор Томас Мэннинг. Вскоре после брака она с мужем переехала в Теннесси, где столкнулась с расовой сегрегацией и была потрясена ею. После смерти мужа она вернулась в Великобританию и присоединилась к обществу по борьбе с рабством. В 1929 году она написала книгу о рабстве, описывающую текущую ситуацию в мире, в том числе в Британской империи. Она умерла в 1955 году в возрасте 91 года.